# Gaston Orbal
Pour les articles homonymes, voir Labro (homonymie).
Gaston Étienne Philippe Labro dit Gaston Orbal ou Orbal, né le 22 novembre 1898 à Montpellier (Hérault) et mort le 31 janvier 1983 à Largentière (Ardèche), est un acteur français.

## Théâtre
- 1948 : Ignace de Jean Manse, mise en scène Georgé, Théâtre de l'Étoile
- 1954 : Les Chansons de Bilitis, opérette d'après Pierre Louÿs, adaptation Jean Valmy et Marc-Cab, musique Joseph Kosma, mise en scène Jean Wall, Théâtre des Capucines
- 1955 : Le Système Deux de Georges Neveux, mise en scène René Clermont, Théâtre de la Gaîté-Montparnasse
- 1956 : La Belle Arabelle, opérette, livret Marc-Cab et Francis Blanche, musique Guy Lafarge et Pierre Philippe, mise en scène Yves Robert, Théâtre de la Porte-Saint-Martin
- 1957 : On ne badine pas avec l'amour d'Alfred de Musset, mise en scène Jacques Barral, Théâtre Les Célestins (Lyon)

## Filmographie

### Cinéma
- 1931 : La Chauve-souris de Carl Lamac et Pierre Billon
- 1931 : Monsieur le maréchal de Carl Lamac - (L'ordonnance)
- 1932 : Direct au cœur de Roger Lion et Arnaudy
- 1933 : Tout pour rien de René Pujol - (Le chauffeur)
- 1935 : L'Heureuse Aventure de Jean Georgesco
- 1938 : Tricoche et Cacolet de Pierre Colombier - (Fil-de-Fer)
- 1939 : Ils étaient neuf célibataires de Sacha Guitry - (L'agent)
- 1939 : Ma tante dictateur de René Pujol
- 1941 : Le Club des soupirants de Maurice Gleize - (Albert)
- 1941 : Les petits riens de Raymond Leboursier
- 1941 : Une femme dans la nuit de Edmond T. Gréville - (La "Douleur")
- 1941 : Feu sacré de Maurice Cloche - (Le "Miteux")
- 1942 : Félicie Nanteuil de Marc Allégret - (Constantin)
- 1943 : Après l'orage de Pierre-Jean Ducis - (Kri)
- 1943 : Une vie de chien de Maurice Cammage - (Truphème)
- 1943 : Les deux timides de Yves Allégret - (Dardenboeuf)
- 1945 : La Boîte aux rêves d'Yves Allégret et Jean Choux - (M. Lafont)
- 1945 : La Vie de bohème de Marcel L'Herbier
- 1945 : Dorothée cherche l'amour d'Edmond T. Gréville
- 1945 : Les Gueux au paradis de René Le Hénaff
- 1947 : Voyage Surprise de Pierre Prévert - (Le commandant Wagon)
- 1947 : Une nuit à Tabarin de Carl Lamac - (L'amant de Lurvine)
- 1947 : Blanc comme neige d'André Berthomieu - (Le chef de l'orphéon)
- 1947 : Cargaison clandestine d'Alfred Rode
- 1947 : Le Diamant de cent sous de Jacques Daniel-Norman
- 1948 : Clochemerle de Pierre Chenal - (Poilphard)
- 1948 : Cité de l'espérance de Jean Stelli - (O'Meara)
- 1949 : Je n'aime que toi de Pierre Montazel - (Le maître d'hôtel)
- 1949 : Le Roi Pandore d'André Berthomieu - (Le capitaine de gendarmerie)
- 1949 : La Petite Chocolatière de André Berthomieu
- 1949 : L'Héroïque Monsieur Boniface de Maurice Labro - (M. Simon)
- 1950 : Casimir de Richard Pottier - (M. Poiret)
- 1950 : Boîte de nuit de Alfred Rode - (Le baron)
- 1950 : Le Roi des camelots d'André Berthomieu - (Le marquis)
- 1950 : Pigalle-Saint-Germain-des-Prés d'André Berthomieu : Golden dit Goldy, un dynamique imprésario
- 1951 : Les Nuits de Paris de Ralph Baum - (Le notaire)
- 1951 : Ma femme est formidable de André Hunebelle - (Un déménageur)
- 1951 : Le Dindon de Claude Barma - (Le commissaire)
- 1952 : Plaisirs de Paris de Ralph Baum - (Un invité)
- 1952 : Cent francs par seconde de Jean Boyer - (Le secrétaire du directeur)
- 1952 : Au diable la vertu de Jean Laviron - (M. Demorey)
- 1952 : La Danseuse nue de Pierre Louis
- 1952 : Monsieur Taxi de André Hunebelle - (Un chauffard)
- 1952 : La Fugue de monsieur Perle de Pierre Gaspard-Huit - (Norbert, le cousin)
- 1953 : Les trois mousquetaires d'André Hunebelle : M. de Soisson
- 1953 : Une vie de garçon de Jean Boyer - (M. Laborie)
- 1953 : Mam'zelle Nitouche de Yves Allégret - (Le directeur du théâtre)
- 1954 : L'Œil en coulisses de André Berthomieu - (Le chef d'orchestre)
- 1954 : Ali Baba et les Quarante voleurs de Jacques Becker - (Le Mufti)
- 1954 : Pas de souris dans le bizness de Henri Lepage
- 1954 : Cadet Rousselle de André Hunebelle - (Un officier)
- 1954 : Le Fil à la patte de Guy Lefranc - (Le gaffeur)
- 1954 : Port du désir de Edmond T. Gréville - (Rossignol, le vieux plongeur)
- 1954 : Casse-cou, mademoiselle de Christian Stengel
- 1955 : Les deux font la paire d'André Berthomieu  - (L'aliéniste)
- 1955 : Les Carnets du Major Thompson de Preston Sturges - (Le voyageur du train)
- 1955 : Quatre jours à Paris de André Berthomieu - M. Hyacinthe
- 1955 : L'Impossible Monsieur Pipelet d'André Hunebelle - (Le marchand de journaux)
- 1955 : Je plaide non coupable d'Edmond T. Gréville
- 1955 : M'sieur la Caille d'André Pergament - (Un client)
- 1955 : La Bande à papa de Guy Lefranc - (Le tailleur)
- 1956 : Bonjour Toubib de Louis Cuny
- 1956 : Le Couturier de ces dames de Jean Boyer - (Le comte de Treignac)
- 1956 : Lorsque l'enfant paraît de Michel Boisrond - (Un invité)
- 1956 : À la Jamaïque d'André Berthomieu - (Le capitaine du bateau)
- 1956 : Cinq millions comptant d'André Berthomieu : Gontran, le directeur de Télé Mondial
- 1956 : Ce soir les jupons volent de Dimitri Kirsanoff
- 1957 : Le Temps des œufs durs de Norbert Carbonnaux - (Le client du taxi de l'avenue Kleber)
- 1957 : Une nuit au Moulin Rouge de Jean-Claude Roy
- 1957 : Trois marins en bordée d'Émile Couzinet - (Justin)
- 1957 : La Garçonne de Jacqueline Audry - (Le maître d'hôtel des cabinets particuliers)
- 1957 : Sénéchal le magnifique de Jean Boyer - (Le directeur du théâtre)
- 1960 : Le Mouton de Pierre Chevalier - (Le directeur de la Caisse d'Epargne)
- 1962 : Tartarin de Tarascon de Francis Blanche - (Bravida)

### Courts-Métrages
- 1931 : Amour et business de Robert Péguy
- 1931 : Midi à quatorze heures d'André E. Chotin
- 1932 : Léon...tout court de Joe Francis
- 1934 : Un château de cartes de Jean-Louis Bouquet
- 1934 : Étoile filante, moyen métrage de Jean-Louis Bouquet
- 1934 : Lequel des deux ? de Pierre Miquel
- 1939 : Les Compagnons de Saint-Hubert de Jean Georgesco
- 1948 : À poings fermés de Marcel Martin

### Film Inachevé
- 1947 : La Fleur de l'âge de Marcel Carné

### Télévision
- 1960 : Rouge d'André Leroux